# Camponotus quadrinotatus
Camponotus quadrinotatus é uma espécie de inseto do gênero Camponotus, pertencente à família Formicidae.